# Veronica Brenner
Veronica Brenner (Scarborough, 18 de octubre de 1974) es una deportista canadiense que compitió en esquí acrobático, especialista en la prueba de salto aéreo.
Participó en dos Juegos Olímpicos de Invierno, en los años 1998 y 2002, obteniendo una medalla de plata en Salt Lake City 2002, en la prueba de salto aéreo.
Ganó una medalla de bronce en el Campeonato Mundial de Esquí Acrobático de 1997.

## Medallero internacional
| Juegos Olímpicos   | Juegos Olímpicos                | Juegos Olímpicos  | Juegos Olímpicos |
| Año                | Lugar                           | Medalla           | Competición      |
| ------------------ | ------------------------------- | ----------------- | ---------------- |
| 2002               | Salt Lake City (Estados Unidos) | Medalla de plata  | Salto aéreo      |
| Campeonato Mundial |                                 |                   |                  |
| Año                | Lugar                           | Medalla           | Competición      |
| 1997               | Nagano (Japón)                  | Medalla de bronce | Salto aéreo      |